# Боливия на летних Олимпийских играх 2012
Боливия на летних Олимпийских играх 2012 была представлена пятью спортсменами в трёх видах спорта.

## Результаты соревнований

### Лёгкая атлетика
Мужчины
| Соревнование | Спортсмен   | Предварительный раунд | Предварительный раунд | Четвертьфинал | Четвертьфинал | Полуфинал            | Полуфинал            | Финал                | Финал                |
| Соревнование | Спортсмен   | Результат             | Место                 | Результат     | Место         | Результат            | Место                | Результат            | Место                |
| ------------ | ----------- | --------------------- | --------------------- | ------------- | ------------- | -------------------- | -------------------- | -------------------- | -------------------- |
| 100 м        | Бруно Рохас | 10.62                 | 1 Q                   | 10.65         | 8             | Завершил выступление | Завершил выступление | Завершил выступление | Завершил выступление |

Женщины
| Соревнование    | Спортсменка         | Предварительный раунд | Предварительный раунд | Четвертьфинал | Четвертьфинал | Полуфинал | Полуфинал | Финал     | Финал |
| Соревнование    | Спортсменка         | Результат             | Место                 | Результат     | Место         | Результат | Место     | Результат | Место |
| --------------- | ------------------- | --------------------- | --------------------- | ------------- | ------------- | --------- | --------- | --------- | ----- |
| ходьба на 20 км | Клаудия Бальдеррама |                       |                       |               |               |           |           | 1:33.28   | 33    |

### Плавание
Мужчины
| Соревнование         | Спортсмен       | Предварительный раунд | Предварительный раунд | Полуфинал            | Полуфинал            | Финал                | Финал                |
| Соревнование         | Спортсмен       | Результат             | Место                 | Результат            | Место                | Результат            | Место                |
| -------------------- | --------------- | --------------------- | --------------------- | -------------------- | -------------------- | -------------------- | -------------------- |
| 100 м, вольный стиль | Эндрю Рузерфорд | 52.57                 | 41                    | Завершил выступление | Завершил выступление | Завершил выступление | Завершил выступление |

Женщины
| Соревнование         | Спортсменка  | Предварительный раунд | Предварительный раунд | Полуфинал             | Полуфинал             | Финал                 | Финал                 |
| Соревнование         | Спортсменка  | Результат             | Место                 | Результат             | Место                 | Результат             | Место                 |
| -------------------- | ------------ | --------------------- | --------------------- | --------------------- | --------------------- | --------------------- | --------------------- |
| 100 м, вольный стиль | Карен Торрес | 57.78                 | 37                    | Завершила выступление | Завершила выступление | Завершила выступление | Завершила выступление |

### Стрельба
Мужчины
| Соревнование | Спортсмен         | Квалификация | Квалификация | Финал                | Финал                |
| Соревнование | Спортсмен         | Результат    | Место        | Результат            | Место                |
| ------------ | ----------------- | ------------ | ------------ | -------------------- | -------------------- |
| трап         | Хуан Карлос Перес | 110          | 31           | Завершил выступление | Завершил выступление |